# BE!
《BE !》은 sokodomo의 노래이자 Show Me The Money 10의 경연곡이다.
'BE !'은 2021년 11월 27일 멜론, 지니, 벅스, FLO에서 각각 촤고 성적 31위, 19위, 6위, 24위를 차지했다.